# Näherungsschalter

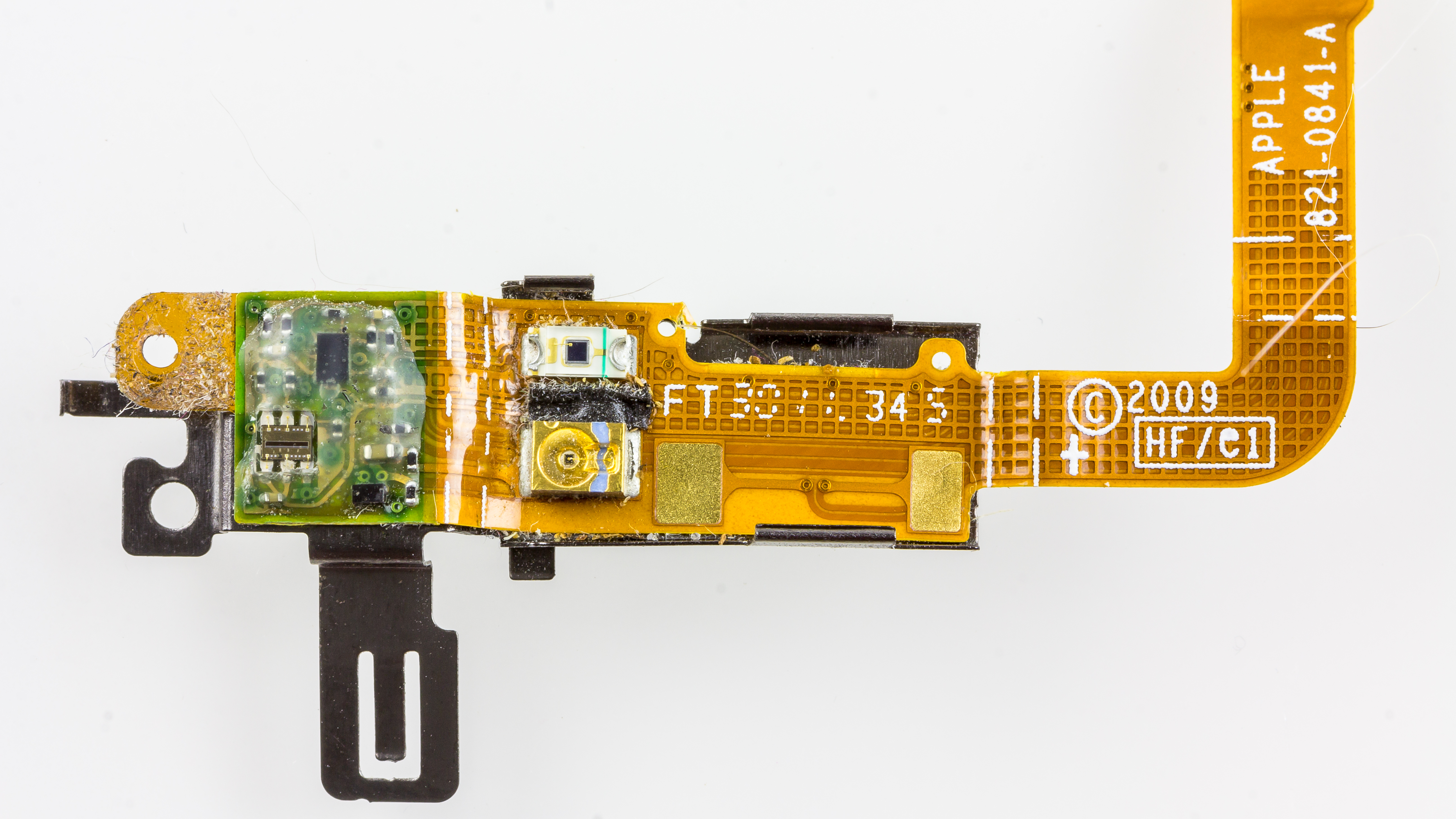
Näherungssensor eines iPhone 3GS

Näherungsschalter, auch Näherungsinitiator, Annäherungsschalter oder (An-)Näherungssensor genannt, sind Sensoren, die auf Annäherung, d. h. ohne direkten Kontakt berührungsfrei reagieren. Näherungsschalter werden beispielsweise bei technischen Prozessen zur Positionserkennung von Werkstücken und Werkzeugen sowie als Auslöser von Sicherheitsmaßnahmen eingesetzt.

## Arten von Näherungsschaltern
- Induktive Näherungsschalter: Sie reagieren sowohl bei ferromagnetischen als auch bei nichtmagnetischen metallischen Gegenständen und bei Graphit.
- Kapazitive Näherungsschalter: Sie reagieren sowohl auf metallische wie auch nichtmetallische Werkstoffe. Bei Annäherung eines Objektes ändert sich die Schwingfrequenz des Näherungsschalter-Schwingkreises.
- Magnetische Näherungsschalter (z. B. Reedschalter oder Reedkontakt, siehe Reed-Relais, oder auch Hallsensoren): Sie reagieren auf ein Magnetfeld.
- Optische Näherungsschalter: Sie reagieren auf Lichtreflexion.
- Lichtschranken: Sie werten die Unterbrechung eines Lichtstrahles aus.
- Ultraschall-Näherungsschalter: Sie werten die Reflexion eines Ultraschallsignals an einem Hindernis aus.

## Beispiele

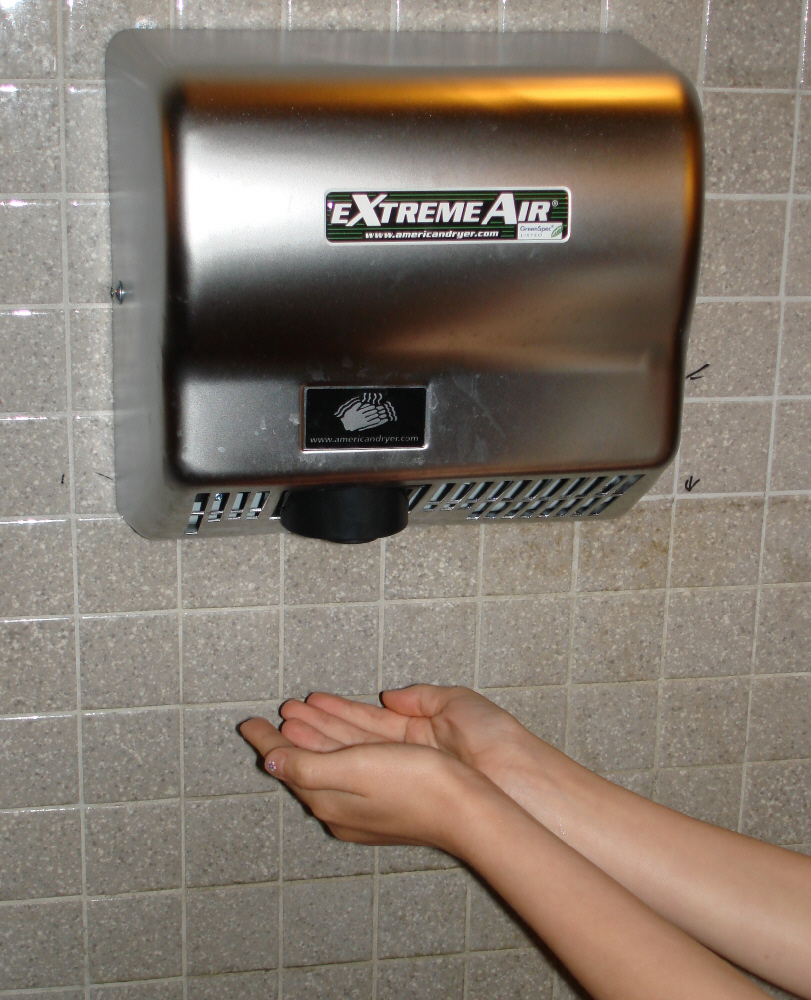
Händetrockner

- Lichtschranken und bei modernen Aufzügen: Lichtschranken überwachen die Türen von Aufzügen. Solange der Lichtstrahl unterbrochen ist, kann sich die Tür nicht schließen.
- An einem Hydraulik- oder Pneumatikzylinder erkennt ein magnetischer Näherungsschalter, wenn der Kolben die vordere oder hintere Endlage erreicht hat. Er löst damit ein Signal aus, mit dem das entsprechende Wegeventil die Zufuhr des Arbeitsmediums (Hydraulikflüssigkeit, Druckluft) unterbricht oder freigibt.
- In Smartphones detektieren optische Näherungssensoren eine schnelle Annäherung des Kopfes bzw. des Ohres beim Annehmen eines Telefonats, so dass der Touchscreen abgeschaltet werden kann.[1] Befindet sich ein Ohr am Smartphone, wird der Touchscreen deaktiviert, um ein unbeabsichtigtes Drücken der Tasten zu vermeiden

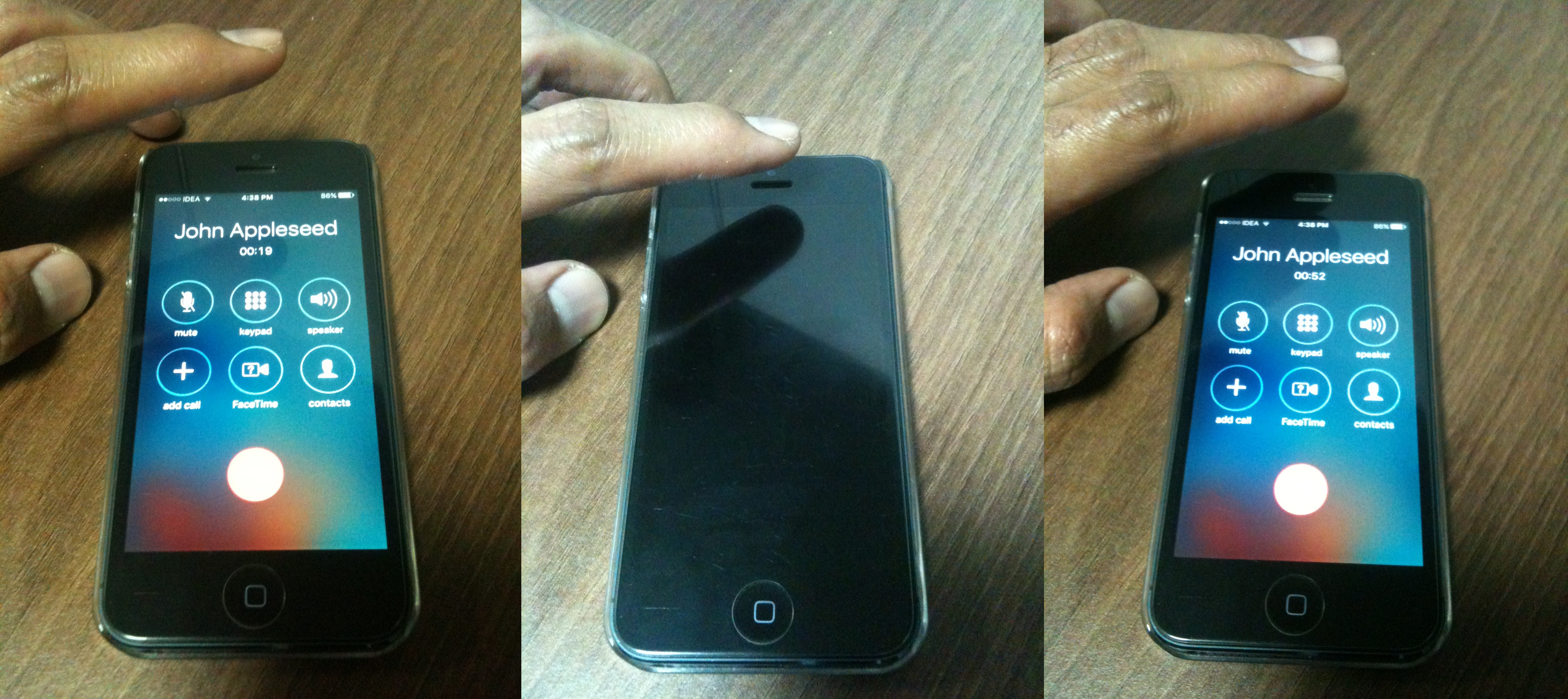
Befindet sich ein Ohr am Smartphone, wird der Touchscreen deaktiviert, um ein unbeabsichtigtes Drücken der Tasten zu vermeiden

- Abstandszünder dienen dazu, eine Sprengladung automatisch in definierter Entfernung vor dem Zielobjekt zu zünden.
- EinparkhilfeDemonstration einer selbstgebauten Einparkhilfe mittels Arduino